# Орлик, Филипп Степанович
Фили́пп Степа́нович О́рлик (западнорус. Филиппъ Степановичъ Орликъ; укр. Пилип Степанович Орлик; 11 [21] ноября 1672, Косута, Виленское воеводство — 24 мая 1742, Яссы) — гетман Войска Запорожского и Правобережной Украины, гетман Украины в эмиграции, дипломат, ближайший соратник гетмана обоих берегов Днепра Ивана Мазепы, перешедшего на сторону Карла XII. После смерти Мазепы Орлик был провозглашён мазепинцами гетманом в изгнании в городе Бендеры.
Автор политико-правового проекта, известного как Договоры и постановления прав и вольностей Войска Запорожского 1710 года, который, по замыслу Орлика, должен был принять Карл XII в случае победы в Северной войне за услуги, оказанные казаками в помощь Швеции против России. После поражения Швеции и подписания Ништадтского мирного договора вступление в силу документа, составленного Орликом, стало невозможным. Будучи в эмиграции, безуспешно пытался получить прощение Петра I. Не имея возможности вернуться, проживал под надзором турецких властей.

## Семья
Предками Орлика были чешские дворяне.
- Отец — Степан, католик, принимал участие в польско-турецкой войне и погиб в битве под Хотином в 1673.
- Мать — Ирина, православная, была из рода мелких шляхтичей Малаховских, владельцев небольшого имения в селе Косута.
- Жена — Анна, дочь полтавского полковника Павла Герцика.
- Сын — Григорий (Григор) — генерал-лейтенант французской армии.

Всего в семье было семеро детей.

## Детство и образование
В детстве был крещён по православному обряду. Детские годы Филиппа прошли в Великом княжестве Литовском (ныне территория Минской области, Белоруссия), в родовом имении отца, погибшего в декабре 1673 года в Хотинской битве, когда сыну едва исполнился год.
Получил образование в иезуитском коллегиуме в Вильно, там ему привили католичество, окончил Киево-Могилянскую академию (1692 или 1694), где особенно интересовался богословием и философией. В стенах этого заведения, под влиянием талантливого наставника Стефана Яворского, который всю жизнь оставался его другом и советником, шлифовались природные способности молодого шляхтича, оттачивался его писательский талант.
Владел многими европейскими языками (польским, шведским, французским, болгарским, сербским, итальянским, немецким, греческим), а также латынью и древнегреческим.

## Карьера вгетманской канцелярии
После окончания академии в 1692 году стал писарем (секретарём) Киевской духовной консистории. 
В 1695 году на взятие турецких крепостей у Днепра написал панегирик Мазепе «Алкид Российский»,  в 1695 году изданный в Вильно на польском языке. 
В 1698 году выгодно женился на дочери полтавского полковника Павла Герцика, разбогатев на её приданом. Жена Герцика и, соответственно, ее дочь имели родственные связи с тогдашним украинским гетманом. В дальнейшем состоял на службе у гетмана Мазепы. Начав с должности писаря, в 1702 году стал старшим военным канцеляристом, управляющим делами гетманской военной канцелярии, с 1708 года — генеральный писарь. Вошёл в узкий высший круг войсковой Старшины, став доверенным лицом гетмана Ивана Мазепы. Управлял внешнеполитическими делами, выполнял дипломатические поручения. Держа в руках все нити тайной дипломатии с Карлом XII, Бахчисараем и Варшавой, стал одним из разработчиков и вдохновителей плана перехода на сторону шведского короля Карла XII во время Северной войны, убеждая в его правильности колеблющегося Ивана Мазепу.
После разгрома шведской армии битве под Полтавой летом 1709 года в покаянном письме миргородскому полковнику Даниилу Апостолу, сохранившему лояльность Петру I, попытался добиться прощения, однако, не получив с российской стороны ответа, вместе с Мазепой бежал на турецкую территорию в город Бендеры.

## «Гетман» в изгнании
После смерти Мазепы Орлик вступил в Бендерах в наследственный спор с племянником Мазепы Андреем Войнаровским. Карл XII присудил наследство Войнаровскому, однако постановил сделать Орлика новым гетманом. 5 апреля 1710 года эмигрантская казацкая старшина избрала Орлика «гетманом Войска Запорожского». Во время этих выборов были провозглашены составленные им «Договоры и постановления прав и вольностей Войска Запорожского», получившие в украинской историографии название «Конституция Пилипа Орлика». В данном документе, повторявшем традиции польского Pacta conventa, Орлик уступал значительные полномочия казацкой старшине, которая получала право решать важнейшие вопросы на Генеральной раде, созываемой трижды в год. Во внешнеполитической сфере признавался протекторат шведского короля Карла XII над Войском Запорожским. В связи с поражением Швеции «Договоры и постановления» никогда не вступили в силу.
Пытаясь восстановить какую-либо реальную власть в частях Гетманщины, Орлик в 1711 году предпринял военный поход на Правобережную Украину. С ним было около 3—4 тысяч запорожских казаков под командованием кошевого атамана Костя Гордиенко, а также 4-тысячный польский отряд, присланный шведским ставленником Станиславом Лещинским. Карлу XII удалось привлечь на помощь турецкого султана Ахмеда III. По приказанию из Стамбула в поход с Орликом по Кайрскому договору отправилась 30-тысячная татарская орда, ставшая главной ударной силой войска Орлика. Используя отсутствие войск на Правобережье, Орлику и его союзникам удалось подойти к Белой Церкви и осадить её. Однако стойкая оборона со стороны немногочисленного, но хорошо оснащённого гарнизона, демотивировала крымских татар, которые, оставив Орлика, перешли к грабежу мирного населения и добыванию ясыря в уже захваченных Орликом местностях. Казаки в его войске начали массово дезертировать, чтобы защитить свои селения. При приближении войска Бориса Шереметева татары ушли в степь с огромным украинским полоном. Предприятие Орлика провалилось и ему пришлось вернуться с позором в Бендеры. Неудача похода внесла раскол в немногочисленный лагерь орликовцев. Кошевой Кость Гордиенко тоже провозгласил себя «гетманом», уведя за собой запорожцев. С Орликом осталось очень небольшое число казаков. Вскоре он по приказу Карла XII отправил их в Польшу на войну за интересы Лещинского, где они были почти полностью перебиты.
В том же 1711 году Орлик пишет «Реляцию про Киев», а в 1712 составляет «Свод прав Украины» и «Манифест к европейским правительствам». В этот период он пытался получить покровительство турецкого султана (который откликнулся и издал указ о своём «вечном правлении над казаками») и тщетно налаживал контакты с Августом II Сильным, которому предлагал свои услуги как наместника в польской Правобережной Украине. Однако в конечном итоге Орлик остался с Карлом XII, который стал крёстным отцом новорождённого сына Орлика Якова и обещал выдать крестнику 20 тысяч талеров после возвращения в Швецию. Вместе с Карлом XII туда в 1714 году переехал Орлик. Его шестилетнее пребывание в Швеции было ознаменовано постоянными усилиями получить из шведской казны хоть какие-то деньги за реальные или мнимые долги. В 1720 году часть его финансовых требований была удовлетворена при условии, что он покинет Швецию.
С 1720 года Орлик жил в Священной Римской империи, называя себя «вождём казацкой нации» и пытаясь повлиять на возникновение антироссийской коалиции европейских монархов. После Ништадского мира (1721) тщетно пытался помириться с Петром I. Российская сторона согласилась его амнистировать и разрешила въезд, однако поскольку прежние владения Орлика возврату не подлежали, такой вариант его не устроил.
В 1722 году объявился в турецком Хотине, предложив свои услуги султану. Турки приняли его весьма холодно, довольно долго продержав без ответа в унизительных бытовых условиях, сначала в Хотине, затем в Македонии. С помощью французских дипломатов Орлик поселился в Салониках, где прожил до 1734 года под надзором турецких властей. Отсюда он обращался к различным европейским правительствам с проектами военных действий против России, убеждая в своём авторитете среди запорожских казаков и обещая, что под его знамёна соберётся 100-тысячное войско.
Во время войны за польское наследство французы, противостоявшие России и желавшие посадить в Варшаве своего ставленника, решили воспользоваться услугами Орлика. Французская дипломатия добилась его освобождения из-под турецкого надзора в Салониках и перевезла в Бессарабию, поближе к российской границе. Орлика снабдили деньгами и дали возможность вступить в контакт с запорожцами. Однако вскоре выяснилось, что Орлик не обладает каким-либо авторитетом и что ощутимых помыслов об «освобождении от московского ярма» в Гетманщине нет. Окончательно разочаровавшись в политической ценности Орлика, турки определили его в свиту трансильванского князя Йозефа Ракоци, который также находился в Османской империи на положении политэмигранта. Орлик был вынужден согласиться со службой трансильванцу.
Ещё раз об Орлике вспомнили шведы во время русско-шведской войны 1741—1743 годов, которая протекала для них крайне неудачно. Они ходатайствовали перед турецким правительством, чтобы Орлика перевезли поближе к российской границе. Однако его попытки организовать «революцию» в Гетманщине оказались столь же бесплодными, как и в предыдущий раз. Переживая от своего бессилия и позора, Орлик подорвал здоровье и умер в Яссах в 1742 году. Могила его вскоре затерялась.

## Писатель
Был автором многих поэтических сочинений, книг, публикаций, в том числе таких, как «Алкид Российский» (панегирик И. Мазепе; 1695), «Гиппомен Сарматский» (панегирик нежинскому полковнику Ивану Обидовскому; 1698), а также «Дневник путешественника» (Diariusz podrożny, 1720—1733; дневники написаны по-польски и по-французски и, кроме двух последних лет, факсимильно изданы в серии Harward Library of Early Ukrainian Literature, см.  и ).

## Память об Орлике
- Национальный банк Украины выпустил монету с его изображением.
- В Киеве в 1993 году именем Орлика названа улица (на которой находится Верховный суд), в 2011 году был открыт памятник (скульптор А. В. Кущ, архитектор О. К. Стукалов).
- Во Львове и Полтаве также есть улица имени Орлика.
- Согласно Закону Украины «Об осуждении коммунистического и национал-социалистического (нацистского) тоталитарных режимов на Украине и запрет пропаганды их символики» в городе Херсоне улица 9 Января переименована в Пилипа Орлика (укр.), а в Мариуполе улицей Филиппа Орлика стала улица Урицкого.
- Орлик изображен на почтовой марке Украины, выпущенной в 1997 в серии, посвящённой украинским гетманам
- На родине в деревне Косута Вилейского района Минской области установлен памятный знак в честь Филиппа Орлика[7].
- Именем П. Орлика названа улица в Вилейке[8].

## Орлик в российской исторической традиции
В российской исторической традиции Орлик выступает в качестве отрицательного персонажа, изменника. Кроме того, циркулирует версия, что во время жизни в Турции он принял ислам (восходит к книге франко-германского историка и французского атташе в Петербурге Шерера). Шерер утверждал также, что Орлик женился на турчанке и имел от неё детей. Эти сведения приводятся, в частности, в авторских примечаниях к пушкинской «Полтаве».
В «Полтаве» А. С. Пушкина Орлик ведёт допрос верного русскому царю Кочубея (своего предшественника на посту генерального писаря), добиваясь от него признания, где находятся принадлежавшие ему богатства. Кочубей называет его «жестоким человеком» и отказывается отвечать, после чего Орлик зовёт палача. Достоверность этого события не подтверждена.